# Pinus taeda
Pinus taeda é uma espécie de pinheiro originária do Novo Mundo. Também conhecido como pinheiro-amarelo, pinheiro-rabo-de-raposa, pinheiro-do-banhado, pinos ou pinho-americano. Faz parte do grupo de espécies de pinheiros com área de distribuição no Canadá e Estados Unidos (com exceção das áreas adjacentes à fronteira com o México). No Brasil, é uma das espécies mais utilizadas para a produção junto com o pinus elliottii, sendo a principal matéria-prima para a produção de polpa de fibra longa.